# Barnhart (Misuri)
Barnhart es un lugar designado por el censo ubicado en el condado de Jefferson en el estado estadounidense de Misuri. En el Censo de 2010 tenía una población de 5682 habitantes y una densidad poblacional de 417,79 personas por km².

## Geografía
Barnhart se encuentra ubicado en las coordenadas 38°20′13″N 90°24′20″O / 38.33694, -90.40556. Según la Oficina del Censo de los Estados Unidos, Barnhart tiene una superficie total de 13.6 km², de la cual 13.19 km² corresponden a tierra firme y (3.01%) 0.41 km² es agua.

## Demografía
Según el censo de 2010, había 5682 personas residiendo en Barnhart. La densidad de población era de 417,79 hab./km². De los 5682 habitantes, Barnhart estaba compuesto por el 97.4% blancos, el 0.51% eran afroamericanos, el 0.26% eran amerindios, el 0.44% eran asiáticos, el 0.04% eran isleños del Pacífico, el 0.26% eran de otras razas y el 1.09% pertenecían a dos o más razas. Del total de la población el 2.15% eran hispanos o latinos de cualquier raza.